# Крешів
Крешів (Кшешув, пол. Krzeszów) — село в Польщі, у гміні Крешів Ніжанського повіту Підкарпатського воєводства. У минулому — місто. Центр гміни. Населення — 727 осіб (2011).

## Історія

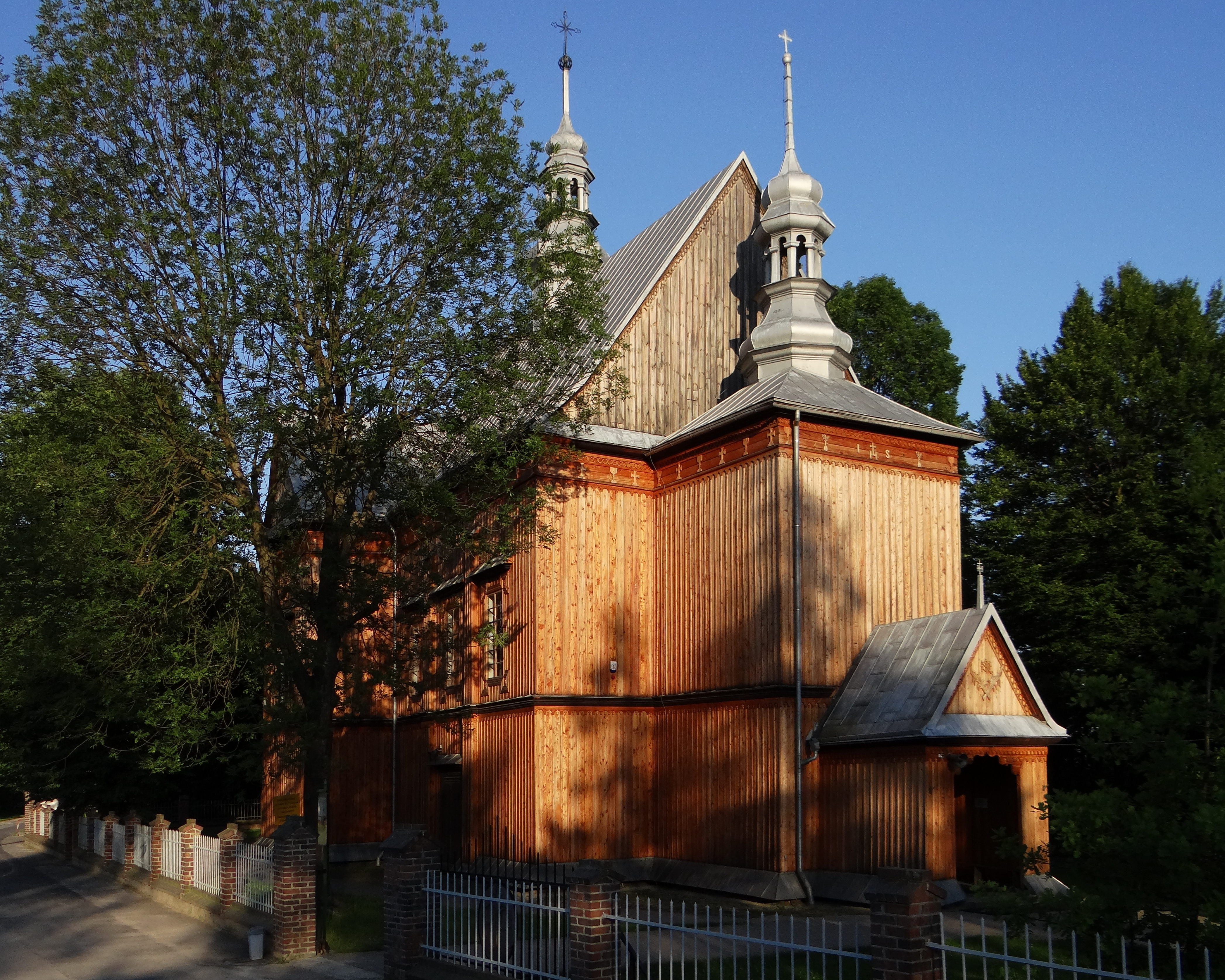
Костел Різдва Пресвятої Богородиці

1515 року вперше згадується православна церква в селі.
Завдяки зусиллям дідички Катерини Замойської з князів Острозьких, удови Томаша Замойського, село Крешів стало містом 1640 (чи 1641[джерело?]) року за привілеєм короля Владислава IV Вази. За часів Речі Посполитої було містом, центром негродового староства.
За даними етнографічної експедиції 1869—1870 років під керівництвом Павла Чубинського, у селі проживали православні українці. 1872 року місцева греко-католицька парафія налічувала 1237 вірян.
У міжвоєнні 1918—1939 роки польська влада в рамках великої акції руйнування українських храмів на Холмщині і Підляшші знищила дві місцеві православні церкви.

## Населення
Демографічна структура станом на 31 березня 2011 року:
|          | Загалом | Допрацездатний вік | Працездатний вік | Постпрацездатний вік |
| -------- | ------- | ------------------ | ---------------- | -------------------- |
| Чоловіки | 363     | 67                 | 271              | 25                   |
| Жінки    | 364     | 63                 | 227              | 74                   |
| Разом    | 727     | 130                | 498              | 99                   |

## Світлини

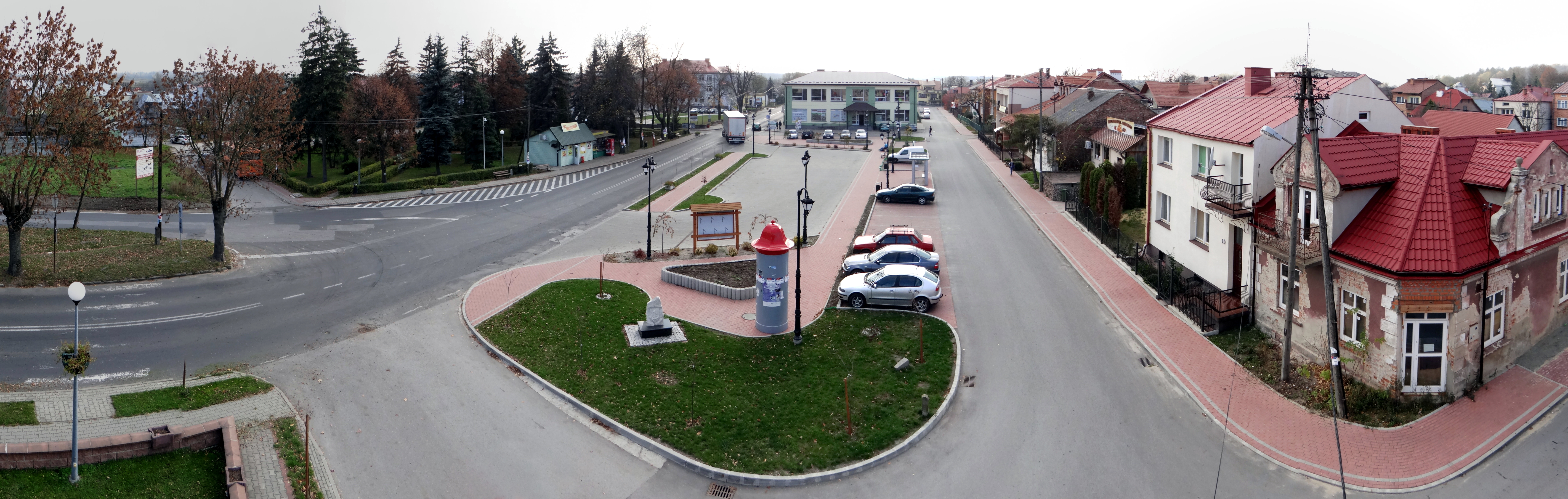
Панорама Ринкової площі

## Відомі люди

### Крешівські старости
- Ян Саріуш Замойський
- Станіслав Вітовський